# Daltonia lindigiana
Daltonia lindigiana är en bladmossart som beskrevs av Georg Ernst Ludwig Hampe 1865. Daltonia lindigiana ingår i släktet Daltonia och familjen Daltoniaceae. Inga underarter finns listade i Catalogue of Life.